# Worldways Canada

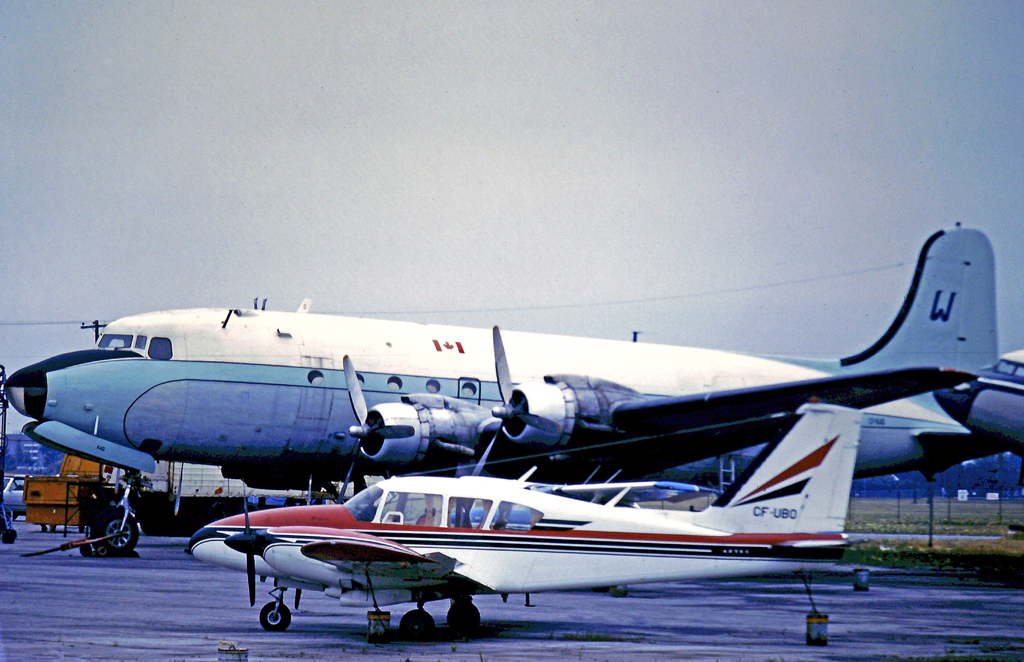
Un Douglas DC-4 della Worldways all'aeroporto di Toronto nel 1975.

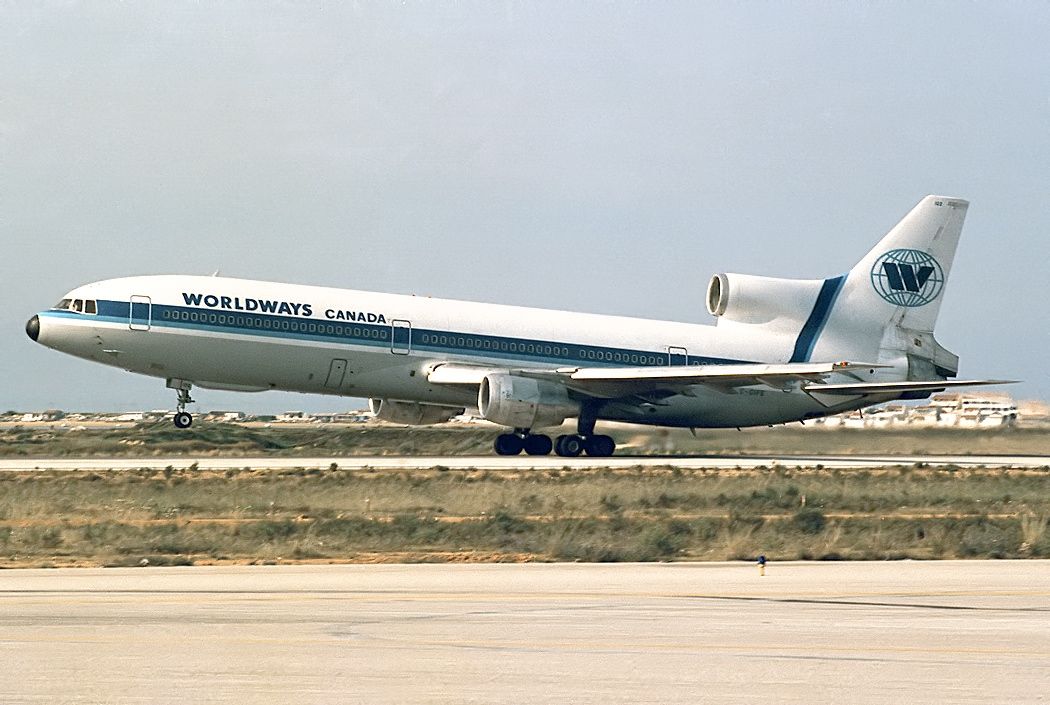
Un Lockheed L-1011 TriStar di Worldways Canada in fase di decollo da Faro, Portogallo.

Worldways Airlines Ltd. era una compagnia aerea charter canadese le cui operazioni iniziarono nel 1976, cessandole l'11 ottobre 1990 e chiudendo l'attività l'anno dopo.

## Storia ed evoluzione della flotta
La società fu creata da Roy T. Moore con l'assistenza di Dennis Lewis nell'aprile 1975. Le prime attività iniziarono a cavallo tra il 1975 e il 1976.
La flotta cominciò a formarsi partendo dai DC 3, aggiungendo tempo dopo i DC-4. A sua volta il Convair 560 sostituì lil DC 3 qualche anno dopo. Convair 640 furono aggiunti e noleggiati sulla costa orientale a sostegno dell'industria petrolifera.
Quando Ontario World Air chiuse nel 1981, Worldways acquistò 3 dei suoi Boeing 707-320 entrando nel mercato internazionale dei voli charter passeggeri con il marchio commerciale Worldways Canada. Nel 1983, Worldways vendette il 707 all'Australian Air Force e acquistò 4 DC-8-63 da CPAir.
Nel 1985 la compagnia aggiunse 2 L1011-385-1 Tristar (successivamente aggiornati a -50). Questi L1011 erano 2 dei 5 velivoli costruiti dalla Lockheed dove era stata rimossa la stiva di carico anteriore venendo sostituita da una lounge completa di scale mobili. Worldways aveva siglato dei contratti di leasing durante la stagione invernale con Eastern Air Lines e British Caledonian per aggiungere ulteriori L-1011. Nel 1989 la Worldways acquistò 3 Boeing 727-100 da TAP Air Portugal.
L'innesco della Guerra del Golfo causò un'immediata recessione di traffico e la disdetta di numerosi e lucrosi contratti con tour operator e consolidatori di viaggi. Tristemente l'azienda cessò di volare l'11 ottobre 1990 e le procedure di liquidazione iniziarono subito dopo.
Nel 2019 il marchio www.worldways.com fu acquistato e rilanciato come società di charter per jet privati in maniera simile ad altri marchi che offrono voli charter sui voli commerciali. Worldways si concentra solo sui viaggi con i jet privati tramite prenotazione e conferma immediata: il motore di ricerca collega il passeggero a oltre 12.000 voli charter.